# Jesús Alique
Jesús Alique López (Sacedón, Guadalajara, 1 de enero de 1962) es un político español.

## Biografía
Casado y con un hijo, es Licenciado en Derecho por la Universidad de Alcalá de Henares y funcionario de la Junta de Comunidades de Castilla-La Mancha. Comenzó a desarrollar su actividad política a mediados de la década de 1980 incorporándose al Partido Socialista Obrero Español (PSOE). En las elecciones municipales de 1991 fue elegido concejal de su ciudad natal, en la que ejerció como concejal Delegado de Industria y turismo hasta 1995.
En las elecciones municipales de 1995 se presentó en la lista del PSOE como concejal por Guadalajara, donde fue elegido, y fue designado por su partido como diputado provincial. Ya en 1999 fue cabeza de lista del PSOE y candidato para Alcalde de Guadalajara. No obtuvo la Alcaldía aunque fue elegido diputado provincial y Presidente de la Diputación de Guadalajara. En las elecciones municipales de 2003 repitió como cabeza de lista socialista y fue elegido Alcalde, gracias a un pacto con IU. En las elecciones de 2007 perdió la alcaldía a manos del Partido Popular que obtuvo mayoría absoluta.
En las elecciones generales de 2008 fue cabeza de lista del PSOE en la lista al Congreso de los Diputados por la provincia de Guadalajara, obteniendo el escaño. Durante la IX Legislatura de España fue Portavoz del Grupo Socialista en la Comisión de Industria, Turismo y Comercio y miembro de la Diputación Permanente.
CARGOS QUE HA OCUPADO EN SU ETAPA EN EL CONGRESO DE LOS DIPUTADOS
- Vocal Suplente Diputación Permanente desde el 18/06/2009 al 13/12/2011
- Adscrito Comisión de Interior desde el 29/05/2008 al 27/09/2011
- Adscrito Comisión de Economía y Hacienda desde el 22/05/2008 al 29/05/2008
- Vocal Comisión de Economía y Hacienda desde el 29/05/2008 al 27/09/2011
- Vocal Comisión de Presupuestos desde el 18/05/2009 al 27/09/2011
- Adscrito Comisión de Fomento desde el 22/05/2008 al 27/09/2011
- Portavoz adjunto Comisión de Industria, Turismo y Comercio desde el 05/05/2008 al 21/05/2009
- Portavoz Comisión de Industria, Turismo y Comercio desde el 21/05/2009 al 27/09/2011
- Vocal Comisión de Administraciones Públicas desde el 05/05/2008 al 14/05/2009
- Vocal Comisión de Vivienda desde el 22/05/2008 al 18/05/2009
- Vocal Comisión Mixta para las Relaciones con el Tribunal de Cuentas desde el 03/06/2008 al 18/05/2009
- Vocal Subcomisión de análisis de la estrategia energética española para los próximos 25 años (154/11). desde el 17/06/2009 al 15/12/2010
- Ponente Ponencia del Proyecto de Ley por la que se modifica el Estatuto Legal del Consorcio de Compensación de Seguros, aprobado por el Real Decreto Legislativo 7/2004, de 29 de octubre, para suprimir las funciones del Consorcio de Compensación de Seguros en relación con los seguros obligatorios de viajeros y del cazador y reducir el recargo destinado a financiar las funciones de liquidación de entidades aseguradoras, y el texto refundido de la Ley de Ordenación y Supervisión de los Seguros Privados, aprobado por el Real Decreto Legislativo 6/2004, de 29 de octubre (121/19). desde el 26/05/2009 al 26/05/2009
- Ponente Ponencia encargada de las relaciones con el Consejo de Seguridad Nuclear. desde el 14/05/2009 al 27/09/2011
- Ponente Ponencia del Proyecto de Ley de medidas urgentes en materia de telecomunicaciones (procedente del Real Decreto-Ley 1/2009, de 23 de febrero) (121/21). desde el 19/05/2009 al 19/05/2009
- Ponente Ponencia del Proyecto de Ley sobre responsabilidad civil por daños nucleares o producidos por materiales radiactivos (121/92). desde el 08/03/2011 al 08/03/2011

En la X Legislatura de España, salió elegido como senador por la provincia de Guadalajara, siendo Portavoz del Grupo Socialista en la Comisión de Industria, Energía y Turismo
ÓRGANOS DE LOS QUE HA FORMADO PARTE EN EL SENADO
- Diputación Permanente
  - MIEMBRO SUPLENTE. DIPUTACIÓN PERMANENTE DEL SENADO (22/10/2015 al 12/01/2016)

- Comisiones
  - PORTAVOZ INDUSTRIA Y ENERGÍA. COMISIÓN DE INDUSTRIA, ENERGÍA Y TURISMO (24/01/2012 al 26/10/2015)
  - PORTAVOZ. COMISIÓN ESPECIAL PARA EL DESARROLLO DE LA INTERNACIONALIZACIÓN Y ECOSISTEMA DE LA INNOVACIÓN AL SERVICIO DE LA INDUSTRIA ESPAÑOLA Y DEL MUNDO EN DESARROLLO (26/09/2012 al 10/07/2015)
  - VOCAL. COMISIÓN DE ASUNTOS EXTERIORES (24/01/2012 al 13/01/2014)
  - VOCAL. COMISIÓN DE ECONOMÍA Y COMPETITIVIDAD (24/01/2012 al 22/04/2013)
  - VOCAL. COMISIÓN DE ECONOMÍA Y COMPETITIVIDAD (08/05/2013 al 26/10/2015)
  - VOCAL. COMISIÓN DE HACIENDA Y ADMINISTRACIONES PÚBLICAS (30/07/2013 al 11/09/2013)
  - VOCAL. COMISIÓN DE MEDIO AMBIENTE Y CAMBIO CLIMÁTICO (06/11/2013 al 11/03/2014)
  - VOCAL. COMISIÓN DE PRESUPUESTOS (04/09/2013 al 25/11/2013)
  - VOCAL. COMISIÓN CONJUNTA DE LAS COMISIONES DE INTERIOR, DE EDUCACIÓN Y DEPORTE, Y DE INDUSTRIA, ENERGÍA Y TURISMO (29/01/2013 al 16/10/2014)
  - VOCAL. COMISIÓN MIXTA DE CONTROL PARLAMENTARIO DE LA CORPORACIÓN RTVE Y SUS SOCIEDADES (08/02/2012 al 26/10/2015)

Dentro del PSOE, ha sido Secretario General de la agrupación local de Guadalajara, y también de la provincia.